# Шафак Пекдемір
Шафа́к Пекдемір (тур. Şafak Pekdemir; нар. 19 червня 1988, Стамбул, Туреччина) — турецька акторка.

## Життєпис
Шафак Пекдемір народилася 19 червня 1988 року у Стамбулі. Закінчила Бейкентський університет. Після закінчення навчання Шафак почала працювати у театрі. Також акторка працює на телебаченні та бере участь у кінематографічних проектах.

## Фільмографія
| Рік       |   | Українська назва                  | Оригінальна назва      | Роль                 |
| --------- | - | --------------------------------- | ---------------------- | -------------------- |
| 2023      | с | Его — чоловікам не можна довіряти | EGO                    | Есін                 |
| 2022      | ф | -                                 | Barış Akarsu "Merhaba" | -                    |
| 2022      | с | Красивіше за тебе                 | Senden Daha Güzel      | Севда Тузкан         |
| 2021      | с | Брехуни та свічки                 | Yalancılar ve Mumları  | Меліга Челебі        |
| 2018      | ф | -                                 | Deniz ve Güneş         | Гюнеш                |
| 2018—2021 | с | Заборонений плід                  | Yasak Elma             | Зегра Арґун          |
| 2017      | ф | Божевільне кохання                | Deli Aşk               | Зейнеп               |
| 2015—2016 | с | Ніколи не відпущу                 | Asla Vazgeçmem         | Іклаль Демірер Козан |
| 2012      | с | Лейла та Меджнун                  | Leyla ile Mecnun       | Нісан                |
| 2010      | с | Зроблено в Туреччині              | Türk Malı              | Зегра                |